# 50 Ways to Say Goodbye
50 Ways to Say Goodbye è una canzone della rock band statunitense Train tratta dal sesto album, California 37. Ufficialmente è stata pubblicata l'11 giugno 2012 come il secondo singolo tratto dall'album.

## Video musicale
Il 29 giugno 2012 è stato pubblicato su YouTube il video ufficiale del brano. Nel video si vede il cantante dei Train Pat Monahan che fa la spesa in un supermercato e avendo incontrato un amico (interpretato da David Hasselhoff) che gli chiede della sua storia d'amore, si dispera con lui inventando che la sua fidanzata (interpretata da Taryn Manning) è morta, per non dire invece che si sono lasciati. A ciò si alternano immagini delle finte morti capitate alla ragazza che il cantante racconta all'amico e ad altre persone che incontra allo stesso supermercato. Inoltre vengono anche mostrate le immagini di un concerto durante il quale i fan esprimono la loro compassione per il cantante attraverso dei cartelloni. Alla fine del video si vede l'arrivo al supermercato dell'ex-fidanzata che saluta sia il cantante sia il suo amico, il quale rimane molto sorpreso dal vederla ancora viva.

## Recensioni e critiche
Nick Bassett di The Re-View ha comparato il singolo al suo predecessore, dicendo che "mentre manca quella spensierata vibrazione estiva [di Drive By], questa novità è ancora sostenuta da un vivace ritornello da radio" ("whilst it lacks that Summery carefree vibe [of Drive By], this newbie is still buoyed by a jaunty radio-friendly chorus"). Inoltre, la melodia della canzone è stata anche comparata sfavorevolmente a quella del "Fantasma dell'Opera"

## Composizione
50 Ways to Say Goodbye è una canzone pop rock in chiave di Mi ♭ minore. Ha un tempo di 140 battiti al minuto. Nella canzone vengono usate chitarre elettriche e una sezione di ottoni influenzata da dei mariachi e una chitarra acustica.

## Contributi e staff
Registrazione
- Registrato negli Integrated Studios, New York; Ruby Red Studios, Venice, Los Angeles; Tiny Telephone, San Francisco, California; Hyde Street Studios, San Francisco, California
- Mixato negli Indian River Studios, Merritt Island (Florida)
- Materizzato nei Marcussen Mastering, Hollywood, California

Staff
- Patrick Monahan – voce, composizione
- Espen Lind – composizione, produzione, registrazione, chitarra, basso, tastiera, coro
- Amund Bjørklund – composizione, produzione, registrazione, programmazione
- Butch Walker – produzione
- Francis Murray – registrazione
- Jake Sinclair – registrazione
- Joby J. Ford – ingegneria aggiuntiva
- John Sinclair – ingegneria (assistente)
- Matthew Colecchi – ingegneria (assistente)
- Nathan Winter – ingegneria (assistente)
- Mark Endert – mixaggio
- Doug Johnson – mixaggio (assistente)
- Stephen Marcussen – masterizzazione
- Stewart Whitmore – montaggio
- Brad Magers – corni

## Classifiche
| Classifica (2012-13)                       | Posizione più alta |
| ------------------------------------------ | ------------------ |
| Australia (ARIA)                           | 16                 |
| Belgio (Ultratip Fiandre)                  | 2                  |
| Canada (Billboard Canadian Hot 100)        | 17                 |
| Israele (Media Forest)                     | 8                  |
| Paesi Bassi (Dutch Top 40)                 | 14                 |
| Regno Unito (Official Charts Company)      | 50                 |
| Repubblica Ceca (IFPI)                     | 4                  |
| Stati Uniti (Billboard Hot 100)            | 20                 |
| Stati Uniti (Billboard Adult Pop Songs)    | 4                  |
| Stati Uniti (Billboard Adult Contemporary) | 11                 |
| Stati Uniti (Billboard Pop Songs)          | 17                 |
| Stati Uniti (Billboard Radio Songs)        | 23                 |
| Stati Uniti (Billboard Digital Songs)      | 16                 |

### Classifiche di fine anno
| Classifiche di fine anno (2012) | Posizione |
| ------------------------------- | --------- |
| Paesi Bassi                     | 93        |
| Stati Uniti                     | 81        |

## Cronologia delle pubblicazioni
| Paese       | Data           | Formato                          | Etichetta                    |
| ----------- | -------------- | -------------------------------- | ---------------------------- |
| Stati Uniti | 11 giugno 2012 | Adult contemporary radio airplay | Columbia Records, Sony Music |